# Melocactus curvispinus
Melocactus curvispinus é uma espécie botânica de plantas da família das Cactaceae. É endêmica da Colômbia, de Costa Rica, da Guatemala, de Honduras, do México, do Panamá, e da Venezuela. É uma espécie espalhada pelo mundo como planta onarmental.
É uma planta perene carnuda e globosa armados com espinhos-cilíndricos, de cor verde e com as flores de cor rosa. Seus frutos são largos, de cor rosa, com aproximadamente 5 centímetros, e tem sabor adocicado.
Ele pode ser encontrado em áreas de vegetação xerófila, originalmente da América do Sul, mas também pode ser encontrado em zonas desérticas da América do Norte.

## Sinonimia
- Melocactus obtusipetalus
- Cactus obtusipetalus
- Melocactus guitartii
- Melocactus dawsonii
- Melocactus loboguerreroi
- Melocactus holguinensis
- Melocactus jakusii
- Melocactus maxonii
- Melocactus ruestii